# Giacomo De Maria
Giacomo De Maria (Bologna, 17 luglio 1762 – Bologna, 26 settembre 1838) è stato uno scultore italiano protagonista della diffusione del Neoclassicismo nella sua città.

## Biografia
Giacomo De Maria si formò all'Accademia Clementina di Bologna dove fu allievo di Domenico Piò.
Decisivo per la sua formazione fu il soggiorno romano (1787-1788) durante il quale frequentò lo studio di Canova.
Al suo ritorno a Bologna ebbe incarichi prestigiosi e un posto di insegnante all'Accademia delle Belle Arti. Nel 1789 vinse il Premio Curlandese con Il Genio incorona le Arti, scultura in marmo.
Collaboratore di spicco dell'architetto Angelo Venturoli, Giacomo De Maria divenne poi direttore degli studi del Collegio Venturoli, al quale istituto lascerà la sua gipsoteca. Tra le sue opere nella città natale vanno ricordate le statue a palazzo Hercolani, i monumenti per Palazzo Poggi, le decorazioni sul timpano di Villa Aldini, la tomba Caprara al cimitero della Certosa. Ad Ancona realizzò le sculture sul timpano del Teatro delle Muse, rappresentante Apollo tra le divinità ispiratrici degli artisti.
Giacomo De Maria è sepolto nel Chiostro V o Maggiore del cimitero monumentale della Certosa di Bologna.
Anche il nipote e il pronipote, Mario e Astolfo de Maria, si distinsero in ambito artistico come pittori.
Una monografia dedicata all'artista è stata pubblicata nel 2020 a cura di Antonella Mampieri, funzionario storico dell'arte del Comune di Bologna.

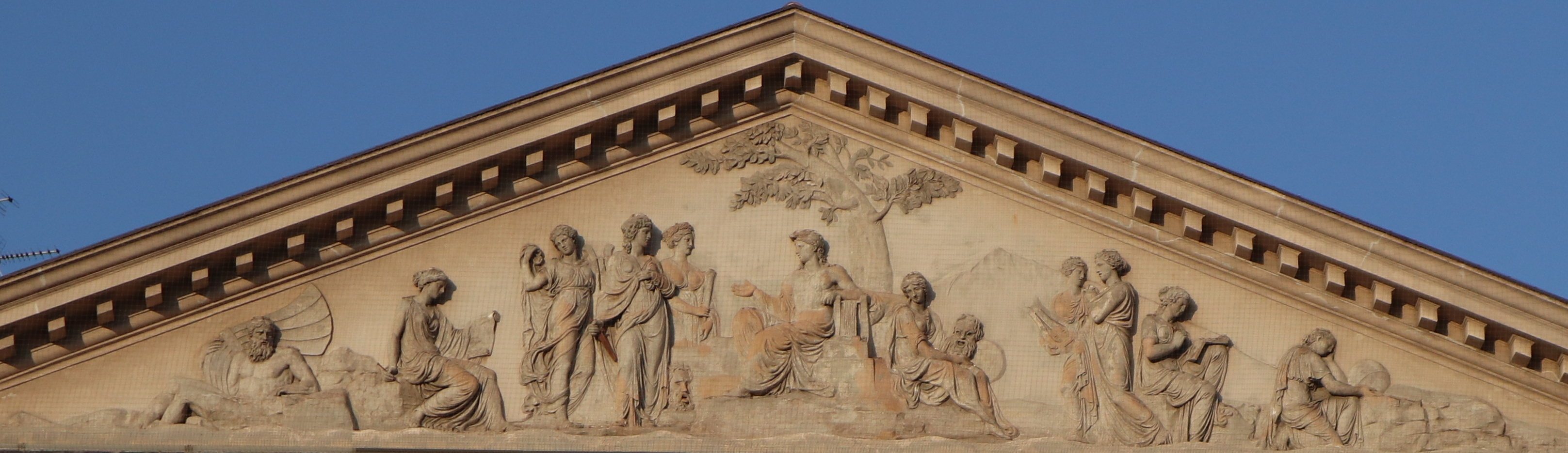
Il timpano del Teatro delle Muse di Ancona, rappresentante Apollo tra le divinità ispiratrici degli artisti